# Houlgate
Houlgate település Franciaországban, Calvados megyében. Lakosainak száma 1657 fő (2022. január 1.). Houlgate Cabourg, Dives-sur-Mer és Gonneville-sur-Mer községekkel határos.

## Népesség
A település népességének változása:
| Lakosok száma | 1617 | 1729 | 1654 | 1902 | 2004 | 1956 | 1873 | 1711 | 1689 | 1657 |
|               | 1968 | 1982 | 1990 | 2006 | 2013 | 2015 | 2017 | 2019 | 2020 | 2022 |